# Indianapolis
Indianapolis is de hoofdstad en de grootste stad van de Amerikaanse staat Indiana. De stad ligt in het centrale deel van de staat. Indianapolis heeft 829.718 inwoners volgens de volkstelling van 2010, de agglomeratie ongeveer 2 miljoen.

## Geschiedenis
Indianapolis werd in 1821 gesticht in een moerassig gebied en in 1825 kreeg Alexander Ralston, een leerling van Pierre Charles L’Enfant de ontwerper van Washington, D.C., opdracht om de hoofdstad van de staat Indiana aan te leggen. Centraal in Ralstons ontwerp ligt een groot plein waar tot 1857 de residentie van de gouverneur gelegen was. Heden ten dage staat hier het Soldiers' and Sailors' Monument.
In het najaar van 1847 begon de Madison & Indianapolis Railway met geregelde diensten wat een bevolkingsgroei tot gevolg had. In de volgende decennia ontwikkelde Indianapolis zich tot een van de drukste transportknooppunten in de Midwest. Indianapolis bleef tot halverwege de 20e eeuw groeien, mede door de vondst van aardolie en aardgas in de nabije omgeving. In de jaren 1970 en 1980 begon de stad enigszins in verval te raken door het wegtrekken van de middenklassers naar de buitenwijken. Dit tij werd in 1990 gekeerd door een revitaliseringsproject in de binnenstad dat het centrum weer aantrekkelijker moest maken voor bewoners en bedrijven.

## Geografie
Indianapolis beslaat een oppervlakte van 963,5 km². De stad ligt op een hoogte van 218 m boven de zeespiegel aan de White River en Fall Creek in een prairiegebied dat bekendstaat als de Central Till Plains. De stad is vrijwel vlak met slechts enkele zacht glooiende heuvels.

## Klimaat
Indianapolis kent een subtropisch klimaat (Cfa volgens de classificatie van Köppen). In januari is de gemiddelde temperatuur zo'n −2,2 °C, en in juli 24,1 °C. Omdat de laagste maandtemperatuur tussen de 0 °C en de −3 °C ligt, ligt Indianapolis volgens sommige Amerikaanse wetenschappers in een landklimaat. De meest extreme temperaturen die in de stad zijn gemeten zijn 41 °C (in juli 1954) en −33 °C (in januari 1994). Jaarlijks valt er gemiddeld 1078,0 mm neerslag.
| Maand                       | jan  | feb  | mrt  | apr  | mei   | jun   | jul   | aug  | sep  | okt  | nov  | dec  | Jaar    |
| --------------------------- | ---- | ---- | ---- | ---- | ----- | ----- | ----- | ---- | ---- | ---- | ---- | ---- | ------- |
| Hoogste maximum (°C)        | 22   | 24   | 29   | 32   | 36    | 39    | 41    | 39   | 38   | 33   | 27   | 23   | 41      |
| Gemiddeld maximum (°C)      | 2,0  | 4,6  | 10,9 | 17,4 | 22,7  | 27,7  | 29,4  | 28,9 | 25,3 | 18,5 | 11,2 | 3,8  | 16,9    |
| Gemiddelde temperatuur (°C) | −2,2 | 0,1  | 5,7  | 11,7 | 17,1  | 22,2  | 24,1  | 23,4 | 19,4 | 12,8 | 6,4  | −0,2 | 11,7    |
| Gemiddeld minimum (°C)      | −6,4 | −4,5 | 0,4  | 5,9  | 11,4  | 16,7  | 18,8  | 18,0 | 13,4 | 7,1  | 1,7  | −4,2 | 6,6     |
| Laagste minimum (°C)        | −33  | −29  | −22  | −8   | −2    | 3     | 8     | 5    | −1   | −7   | −21  | −31  | −33     |
|                             |      |      |      |      |       |       |       |      |      |      |      |      |         |
| Neerslag (mm)               | 67,6 | 61,2 | 90,4 | 96,8 | 128,3 | 107,9 | 115,6 | 79,5 | 79,2 | 79,2 | 94,0 | 80,5 | 1.078,0 |
| Bron: NOAA, weather.com     |      |      |      |      |       |       |       |      |      |      |      |      |         |

## Demografie
Bij de volkstelling van 2000 werd het inwoneraantal van Indianapolis op 781.870 gesteld, een groei van 6,9% ten opzichte van 1990. In 2020 was het inwonertal 887.642. Ruim 57% hiervan is blank terwijl de zwarte bevolking ruim 28,8% van de mensen uitmaakt en 3,9% van Aziatische oorsprong is. 10,8% van de bevolking van Indianapolis bestaat uit hispanics en latino's. Van de bevolking is 12,5% ouder dan 65 jaar. Het gemiddelde inkomen per hoofd van de bevolking bedraagt $ 31.538. 16,4% van de bevolking leeft onder de armoedegrens. De werkloosheid bedraagt 2,6% in oktober 2022.

## Economie en toerisme
Indianapolis ligt in het industriële gedeelte van de Midwest dat de Manufacturing Belt wordt genoemd en van New York tot aan Chicago strekt. Desondanks heeft Indianapolis haar economie weten te diversifiëren en functioneert de stad als een regionaal zakencentrum en toeristische trekpleister. De jaarlijks gereden Indianapolis 500 autorace is daarbij een van de grootste publiekstrekkers.

## Onderwijs
Universitair onderwijs in Indianapolis wordt gegeven op onder meer de Universiteit van Indianapolis, Butler-universiteit en Indiana University-Purdue University Indianapolis, een onderdeel van de Purdue-universiteit. Butler University was de eerste die werd geopend, in 1855 als een christelijke school, maar inmiddels niet meer aan een bepaalde religie gebonden. Het Ivy Tech Community College of Indiana is het grootste instituut voor hoger onderwijs in de stad met zo'n 12.000 studenten.
Op lager niveau verzorgen diverse schooldistricten het lager en voortgezet onderwijs. Het grootst hierin is Indianapolis Public Schools dat 79 scholen onder haar beheer heeft met bijna 40.000 studenten.

## Cultuur en bezienswaardigheden
In het geografische centrum van Indianapolis ligt Memorial Circle waaraan het Soldiers' and Sailors' Monument ligt. Het Indiana State House, waar de wetgevende vergadering van de staat Indiana zetelt, staat op de lijst van historische monumenten. Andere bezienswaardigheden in de stad zijn onder andere de Indianapolis Zoo, Indiana World War Memorial Plaza en bijna 200 stadsparken, musea en historische districten.
Het Indiana State Fair en de Indy Jazz Festival trekken ook vele bezoekers.

## Verkeer en vervoer

### Wegen
Er zijn vijf grote interstate snelwegen in Indianapolis waaronder de I-70, I-74, I-65 en de I-69. De verbindingsweg I-865 bevat een deel van US 52 en verbindt de I-65 en de I-465 aan de noordwestelijke zijde van Indianapolis. Er zijn plannen voor de toekomst om de I-69 te verlengen naar Evansville. Grote snelwegen die door de regio zijn de 31, 40, 52, 36, 136 en 421.

### Openbaar vervoer
Het openbaar vervoer wordt in Indianapolis verzorgd door de Indianapolis Public Transportation Corporation, ook bekend als IndyGo. Het bedrijf werd in 1975 opgericht nadat het stadsbestuur de verantwoordelijkheid voor het busnetwerk overnam. Voor 1997 werd het bedrijf Metro genoemd.
In 1953 verdwenen de laatste trams, vier jaar later, in 1957, verdwenen de trolleybussen uit het straatbeeld. Sinds dat jaar rijden er alleen maar bussen in de stad.

### People mover
De Clarian people mover verbond tot 2019 de Indiana University School of Medicine, James Whitcomb Riley Hospital for Children, Wishard Memorial Hospital en faculteiten van IUPIU en de Indiana University School of Medicine met Methodist Hospital. Deze Clarian people mover was vrij toegankelijk voor gebruik door het publiek. Er zijn plannen op een groot systeem op te zetten wat het gehele centrum van de stad zou dienen. De people mover werd soms verkeerd beschreven als een monorail.

### Luchtvaart
Indianapolis International Airport is de grootste luchthaven in de staat Indiana en ligt 11 kilometer ten zuidwesten van Indianapolis. Sinds 2006 is het de enige commerciële luchthaven in de Verenigde Staten die compleet wordt onderhouden door een private firma. Niettemin loopt er momenteel een procedure voor beëindiging van het managementcontract omdat BAA Limited ervoor koos om het contract niet te verlengen.

## Sport
Indianapolis heeft twee sportclubs die uitkomen in een van de vier grootste Amerikaanse profsporten. Het gaat om:
- Indiana Pacers (basketbal)
- Indianapolis Colts (American football)

Indianapolis is wellicht het bekendst vanwege de autoraces op de Indianapolis Motor Speedway, een ovale baan. De belangrijkste race op de Amerikaanse kalender, de Indianapolis 500, wordt er jaarlijks verreden. Een andere bekende race die wordt verreden is de Brickyard 500. Deze race maakt onderdeel uit van het NASCAR sprint cup seizoen. Het circuit organiseerde van 2000 tot en met 2007 een Grand Prix Formule 1-race. Een maand voor de Indianapolis 500 race gaat het 500 Festival van start met parades en andere evenementen die in de aanloop naar de race worden gehouden.

## Plaatsen in de nabije omgeving
De onderstaande figuur toont nabijgelegen plaatsen in een straal van 12 km rond Indianapolis.

## Bekende inwoners van Indianapolis

### Geboren
- Marshall Walter Taylor (1878–1932), baanwielrenner
- Earl E. McCoy (1884–1934), componist en dirigent
- Clifton Webb (1889–1966), acteur
- Walter Bedell Smith (1895–1961), militair
- C.L. Moore (1911–1987), schrijfster
- John Cooper Fitch (1917–2012), autocoureur
- Kurt Vonnegut (1922–2007), schrijver
- Wes Montgomery (1923–1968), jazzgitarist
- Philip Anderson (1923-2020), natuurkundige en Nobelprijswinnaar (1977)
- Easley Blackwood (1933-2023), componist, musicoloog en pianist
- Richard Lugar (1934-2019), politicus
- Billy Henderson (1939–2007), zanger
- Freddie Hubbard (1938–2008), jazztrompettist
- James Sloyan (1940), acteur
- Anthony England (1942), astronaut
- Jane Fortune (1942), filantroop en schrijfster
- Connie Booth (1944), schrijfster en actrice
- Mary McCaslin (1946-2022), folkzangeres
- Dan Quayle (1947), vicepresident van de Verenigde Staten, senator en advocaat
- John Hiatt (1952), singer-songwriter
- Mark Warner (1954), gouverneur van Virginia (2002-2006) en senator
- David Wolf (1956), astronaut
- Maria Cantwell (1958), senator voor Washington
- Doug Jones (1960), acteur
- Ron Klain (1961), ambtenaar en jurist; stafchef van het Witte Huis
- Ron Miles (1963-2022), jazzmuzikant
- Vincent Ventresca (1966), acteur
- Brendan Fraser (1968), acteur
- Abraham Benrubi (1969), acteur
- Mike Epps (1970), acteur, stand-upcomedian, schrijver, rapper
- Serena Auñón (1976), astronaute
- John Green (1977), schrijver en vlogger
- Adam Lambert (1982), zanger
- Katy O'Brian (1989), actrice
- Ashley Spencer (1993), atlete
- Farida Osman (1995), Egyptisch zwemster
- Drew Kibler (2000), zwemmer

## Galerij

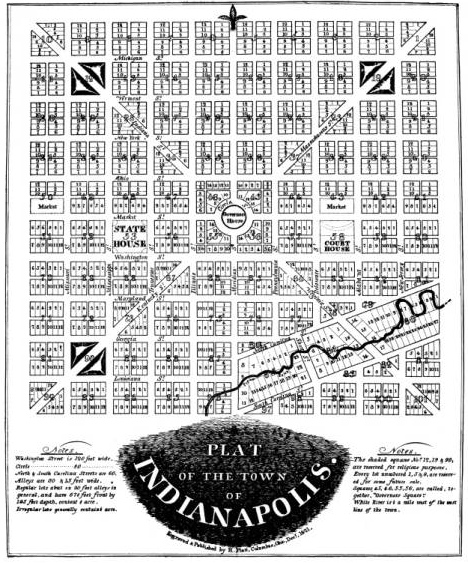
Ontwerp van Ralston voor Indianapolis
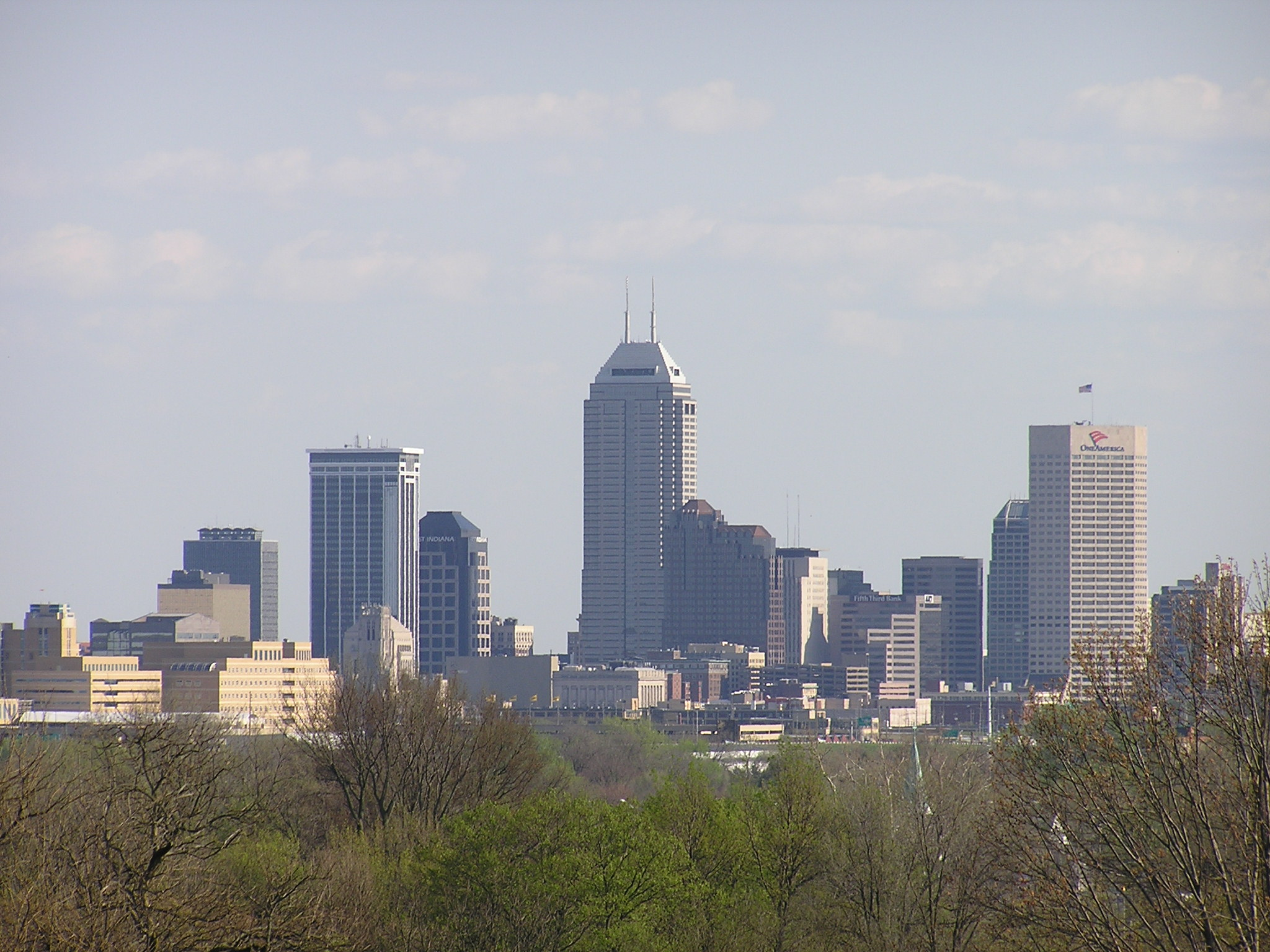
Skyline van Indianapolis
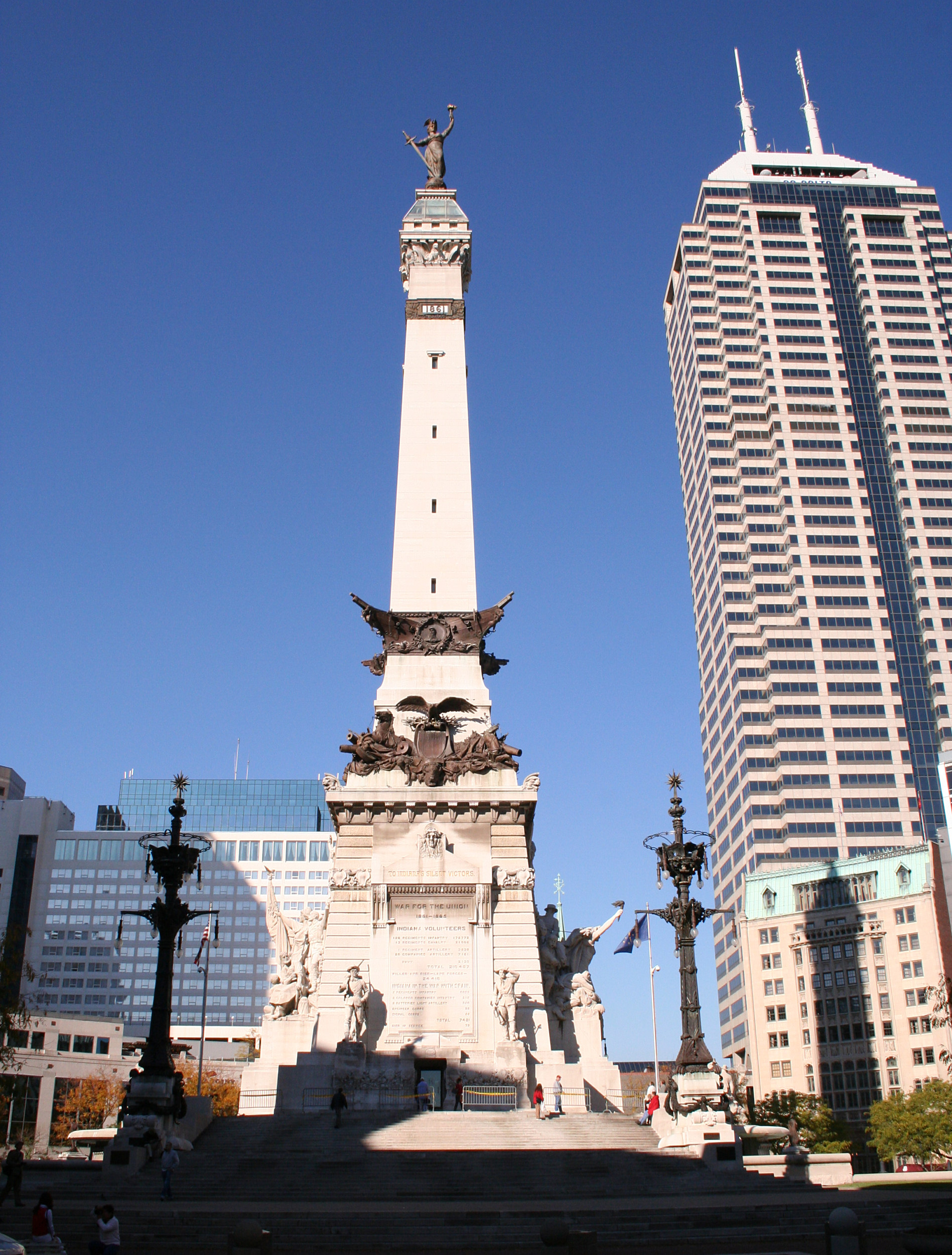
Het Soldiers' and Sailors' Monument
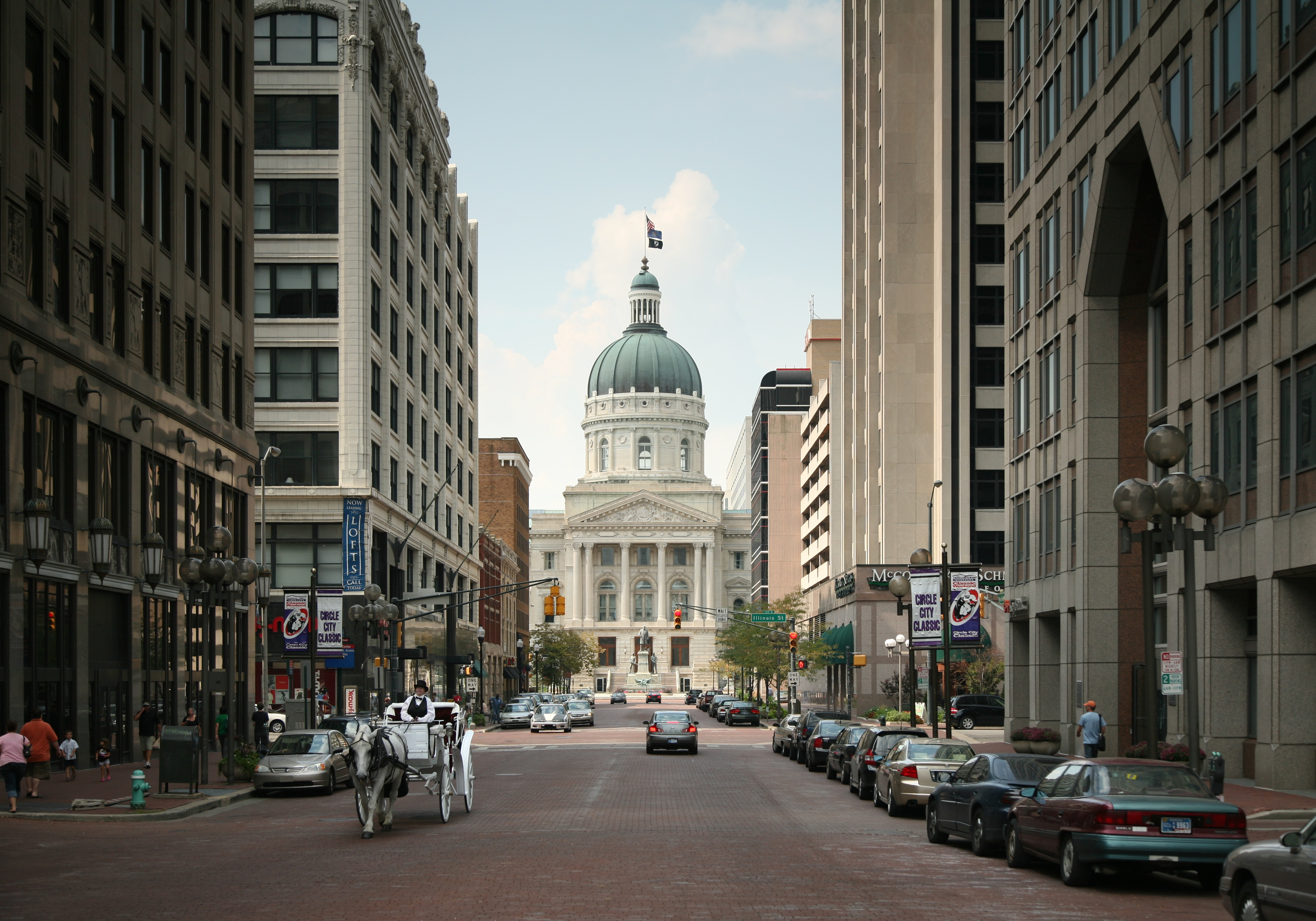
Het Indiana Statehouse in Indianapolis